# That’s All She Wrote
That’s All She Wrote (englisch für „Das ist alles, was sie schrieb“) ist ein Lied des US-amerikanischen Rappers T.I., das er zusammen mit dem Rapper Eminem aufnahm. Der Song ist die achte und letzte Singleauskopplung seines siebten Studioalbums No Mercy und wurde am 11. Januar 2011 veröffentlicht.

## Inhalt
| Liedteil   | Künstler        |
| 1. Refrain | T.I.            |
| 1. Strophe | T.I.            |
| 2. Strophe | Eminem          |
| 2. Refrain | Eminem          |
| 3. Strophe | T.I. und Eminem |
| 3. Refrain | T.I. Eminem     |

In That’s All She Wrote rappt T.I. über seine erfolgreiche Rapkarriere und den damit verbundenen Reichtum, durch den er viele andere Rapper in den Schatten gestellt habe, die nun neidisch seien. Dabei vergleicht er sich mit einem König, der auf die anderen herabblickt. Eminem rappt dagegen über eine flüchtige Beziehung mit einer Frau, die sich von der gemeinsamen Nacht mehr erhofft hat. Doch er macht ihr unmissverständlich klar, dass sie nur ein One-Night-Stand ist und seine Zeit und Geld nicht wert sei. Der Ausdruck “That’s All She Wrote” steht im Englischen als Phrase für ein abruptes Ende.

“Now I don’t really care what you call me

Just as long as you don’t call me broke

I bet they knew as soon as they saw me

Goodnight, it’s over with, that’s all she wrote”

## Produktion
Der Song wurde von dem US-amerikanischen Musikproduzenten Dr. Luke produziert, der neben T.I. und Eminem auch als Autor fungierte.

## Chartplatzierungen
That’s All She Wrote stieg bereits nach Veröffentlichung des zugehörigen Albums No Mercy aufgrund von Downloads und Streaming am 25. Dezember 2010 auf Platz 18 in die US-amerikanischen Singlecharts ein und hielt sich fünf Wochen in den Top 100. Zudem erreichte es Rang 46 der kanadischen Charts, während es sich in anderen Ländern nicht in den Charts platzieren konnte.
| ChartsChartplatzierungen       | Höchstplatzierung | Wochen |
| ------------------------------ | ----------------- | ------ |
| Vereinigte Staaten (Billboard) | 18 (5 Wo.)        | 5      |